# Jerzy Nyga
Jerzy Nyga (ur. 16 kwietnia 1931 w Bieruniu Starym, zm. 26 maja 2017 tamże) – polski duchowny rzymskokatolicki, proboszcz parafii św. Józefa w Katowicach-Załężu, przewodniczący Diecezjalnej Komisji Sztuki Sakralnej, wykładowca Wyższego Śląskiego Seminarium Duchownego w Katowicach, Kapelan Jego Świątobliwości.

## Życiorys
Urodził się 16 kwietnia 1931 roku w Bieruniu Starym jako syn mistrza malarskiego Jana i Anny z domu Bieniek. Był starszym bratem Romana Nygi, późniejszego artysty-malarza. Został ochrzczony w tutejszym kościele św. Bartłomieja Apostoła. W 1945 roku rozpoczął naukę w Gimnazjum Ogólnokształcącym w Katowicach, a w 1950 roku przeniósł się do Niższego Seminarium Duchownego im. św. Jacka w Katowicach, gdzie rok później zdał egzamin dojrzałości.  
Jeszcze w 1951 roku rozpoczął studia w Wyższym Śląskim Seminarium Duchownym w Krakowie. Święcenia diakonatu przyjął w Krakowie od bpa Franciszka Jopa 16 czerwca 1956 roku, a prezbiteratu w Katowicach 24 czerwca 1956 roku z rąk bpa Zdzisława Golińskiego. Po wakacyjnym zastępstwie w parafii Najświętszej Maryi Panny Wspomożenia Wiernych w Czechowicach-Dziedzicach był wikariuszem w parafiach: św. Jerzego w Rydułtowach (w latach 1956–1959), Przemienienia Pańskiego w Bobrownikach Śląskich (lata 1959–1964), św. Jadwigi Śląskiej w Chorzowie (lata 1964–1968; pełnił też funkcję kapelana szpitala) i Najświętszego Serca Pana Jezusa w Bielsku-Białej (w 1968 roku).
W styczniu 1969 roku mianowano go wikariuszem parafii Nawiedzenia Najświętszej Maryi Panny w Orzeszu (w 1971 roku był jej ekonomem), gdzie objął także urząd rektora orzeskiego kościoła św. Wawrzyńca, powierzając mu za cel stworzenie samodzielnej stacji duszpasterskiej oraz renowację świątyni. 5 maja 1971 roku został mianowany wikariuszem-pomocnikiem w rodzinnej starobieruńskiej parafii św. Bartłomieja Apostoła z pomocą w odbudowie spalonego kościoła św. Walentego.
29 sierpnia 1971 roku został wyznaczony administratorem, a od 11 października tego samego roku proboszczem parafii św. Józefa w Katowicach-Załężu. Z jego inicjatywy przy późniejszej ulicy Obroki w 1972 roku został ustanowiony punkt katechetyczny, który był początkiem późniejszej parafii Podwyższenia Krzyża Świętego i św. Herberta. W 1986 roku otrzymał tytuł Kapelana Jego Świątobliwości, a od 1994 roku był prezesem Stowarzyszenia Pomocy św. Łazarza.
Od 1967 był członkiem Diecezjalnej Komisji Sztuki Sakralnej, pełniąc w latach 1980–2006 funkcję przewodniczącego, a do końca 2012 roku jego zastępcy. W latach 1972–1975 brał udział w I Synodzie Diecezji Katowickiej w komisjach duszpasterstwa dorosłych i sztuki sakralnej. Poza tym był diecezjalnym duszpasterzem środowisk twórczych i wykładowcą konserwacji zabytków w Wyższym Śląskim Seminarium Duchownym w Katowicach.
Funkcję proboszcza załęskiej parafii pełnił do 13 sierpnia 2000 roku, będąc wówczas drugim najdłużej urzędującym proboszczem załęskiej parafii (po ks. prałacie Józefie Kubisie). Po przejściu na emeryturę zamieszkał na terenie swojej rodzinnej parafii w Bieruniu Starym i tam pomagał w pracy duszpasterskiej.
Zmarł 26 maja 2017 roku w Bieruniu. Spoczął na cmentarzu parafialnym przy ulicy Krakowskiej.

## Wybrane publikacje
- Jerzy Nyga, Architektura sakralna a ruch odnowy liturgicznej: na przykładzie obiektów diecezji katowickiej, Katowice: „Książnica”, 1990, ISBN 978-83-7025-023-2 (pol.). Brak numerów stron w książce[10]
- Jerzy Nyga, Bogu i ludziom: nowe kościoły w diecezji katowickiej, Katowice: Księgarnia św. Jacka, 1996, ISBN 83-901087-9-8 (pol.). Brak numerów stron w książce[10]